# Echidnopsis milleri
Echidnopsis milleri är en oleanderväxtart som beskrevs av J.J. Lavranos. Echidnopsis milleri ingår i släktet Echidnopsis och familjen oleanderväxter. Inga underarter finns listade i Catalogue of Life.